# Карасиха (озеро)
Карасиха — озеро в России, располагается в посёлке Садовый на территории Зеленодольского района Республики Татарстан. Относится к бассейну реки Сумка.
Представляет собой водоём карстового происхождения, находящийся в пределах Раифского участка Волжско-Камского заповедника. Озеро имеет округлую форму, длиной 100 м и максимальной шириной в 60 м. Площадь водной поверхности озера составляет 0,6 га. Наибольшая глубина достигает 11,6 м, средняя глубина равняется 5,5 м. Вода очень мягкая, прозрачность — 0,6 м. Озеро пересекает река Сер-Булак.